# 王府井小吃街

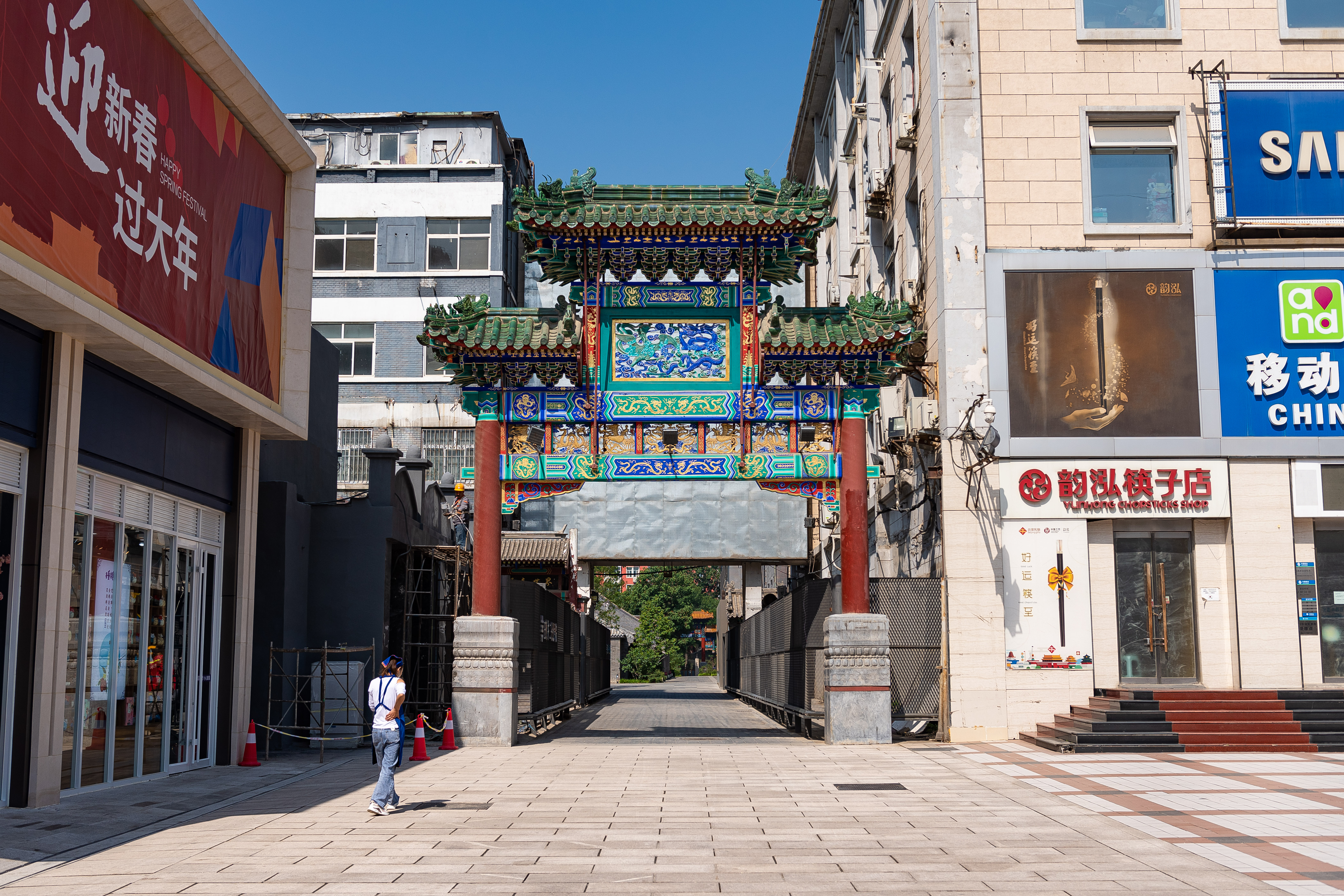
撤店后的王府井小吃街牌坊（2021年6月）

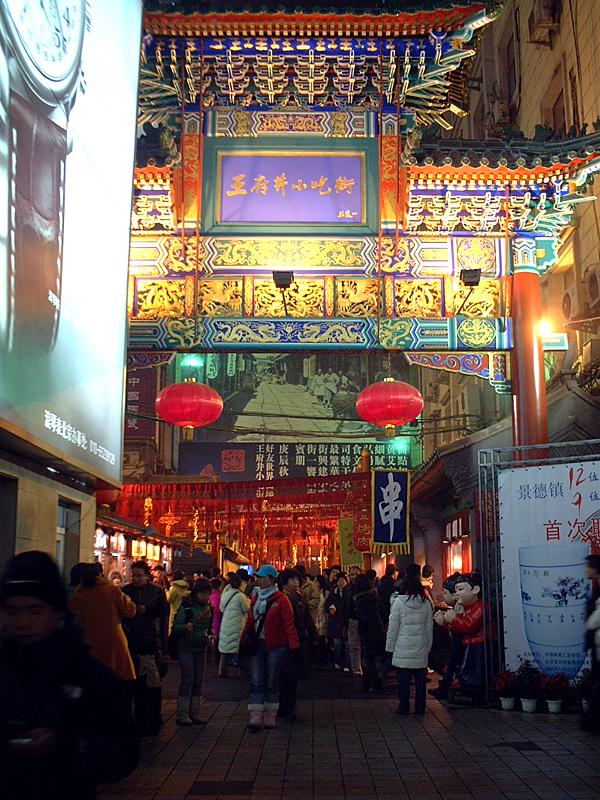
王府井小吃街夜景

39°54′35″N 116°24′15″E / 39.90982°N 116.40430°E
王府井小吃街（Wangfujing Snack Street）位于中国北京市东城区王府井大街西侧，荟萃了中国各地的小吃。王府井小吃街隶属于北京好友世界商场有限责任公司。

## 简介
2000年11月28日，王府井小吃街开街。王府井小吃街位于王府井大街好友世界商场的南侧，设有一百多个店铺、摊位，是专门经营北京及中国各地的小吃、旅游纪念品、民间工艺品的市场。
王府井小吃街的入口处，建有一座十多米高的仿古牌楼，上题“王府井小吃街”。王府井小吃街内分为四个区域，均采用明清建筑风格。王府井小吃街占地面积2000多平方米，建筑面积1000多平方米。
王府井小吃街开业后，与东安门大街上的东华门夜市、新东安市场内的老北京一条街上的过桥居小吃街形成了竞争关系。
王府井小吃街内，有一口“王府古井”。井旁有说明牌，上写：

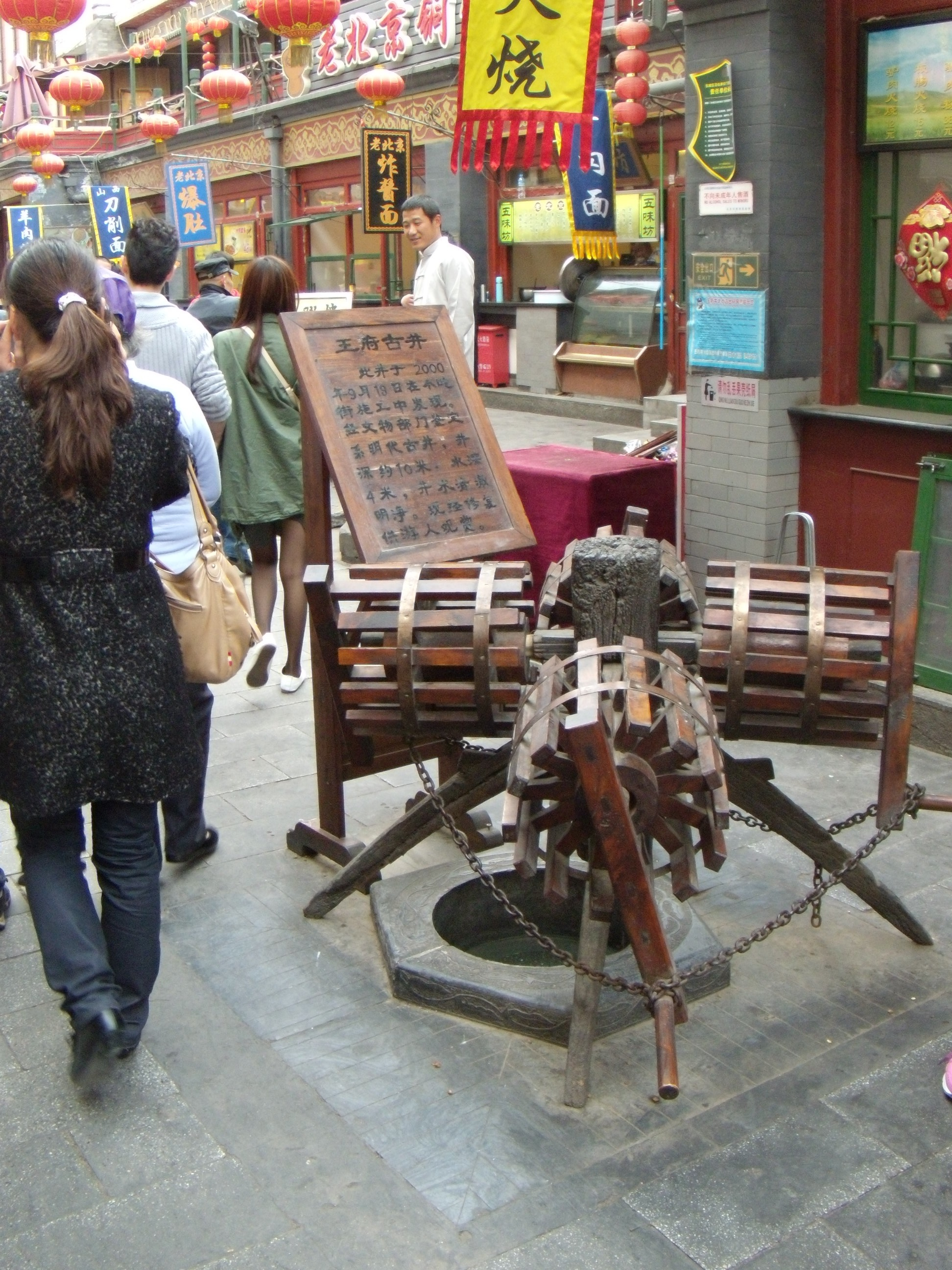
王府古井

此井于2000年9月19日在小吃街施工中发现，经文物部门鉴定，系明代古井。井深约10米，水深4米，井水清澈明净。现经修复，供游人观赏。
2019年，王府井小吃街闭店，进入升级改造阶段，北京市计划将其所在的王府井大街277号院改造成“金街会客厅”。

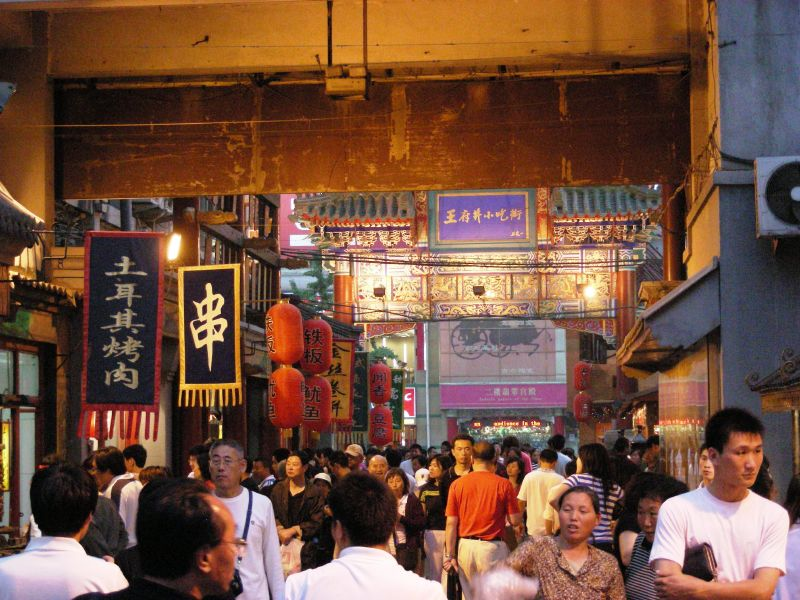
王府井小吃街
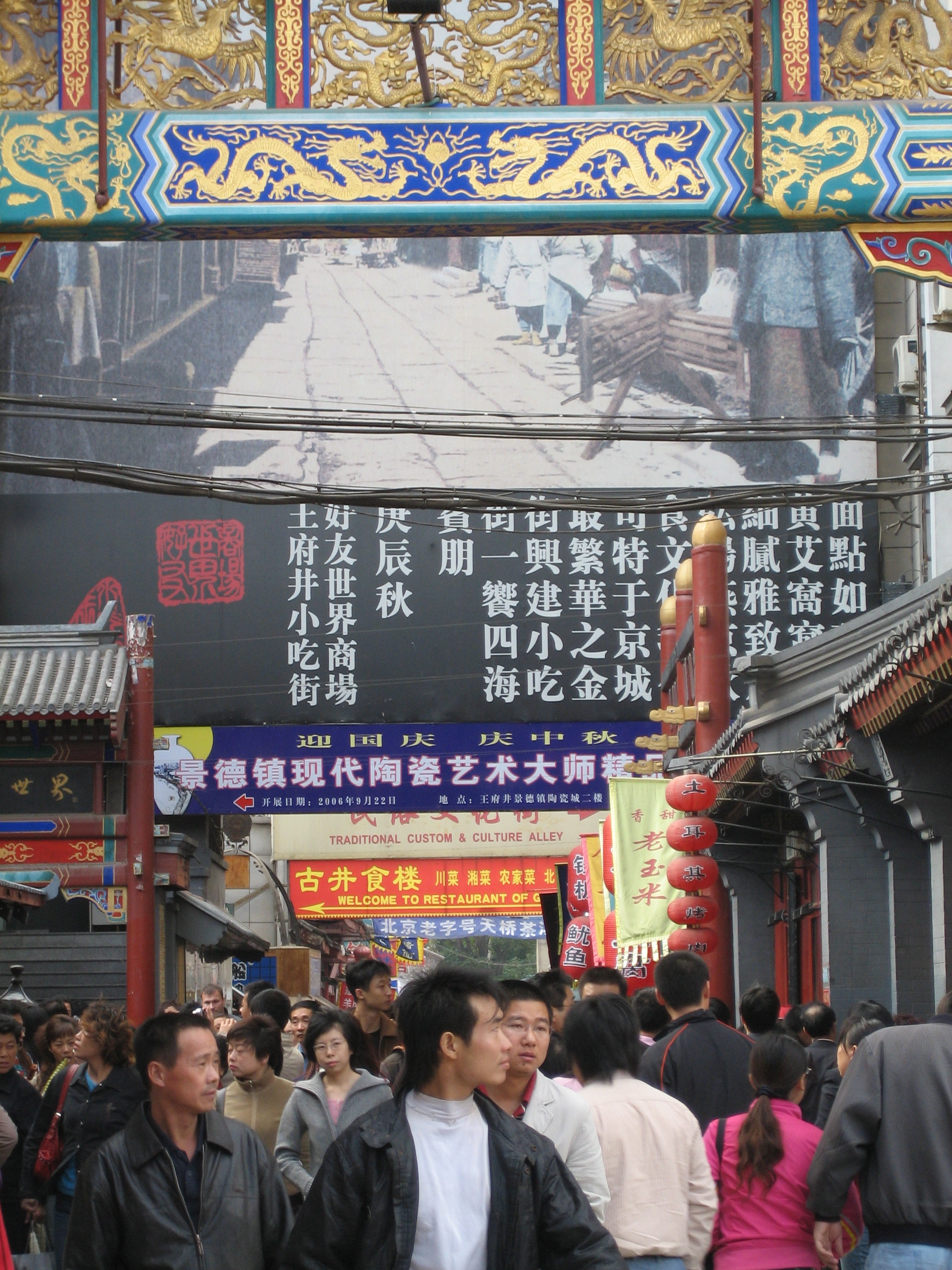
王府井小吃街
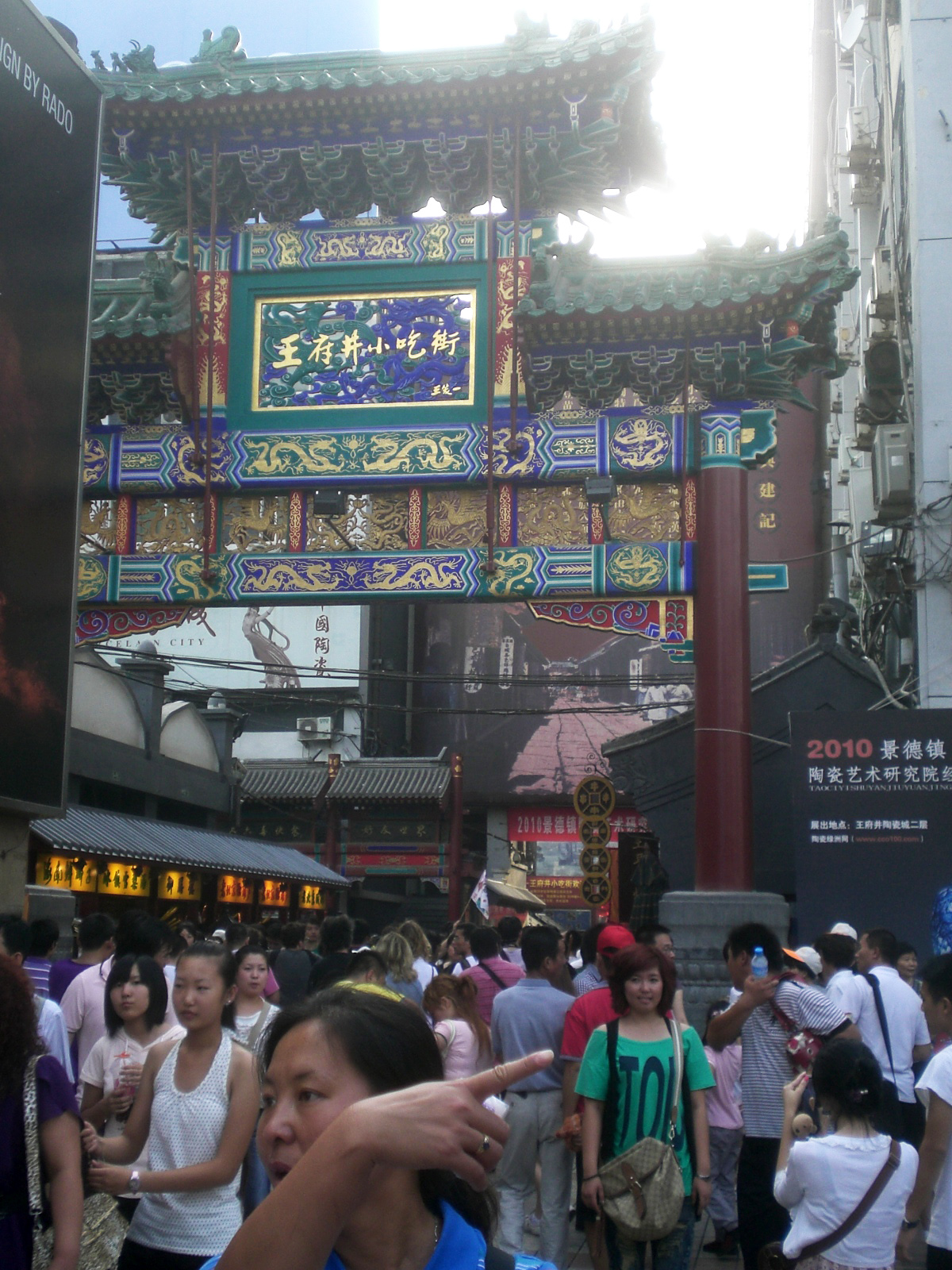
王府井小吃街
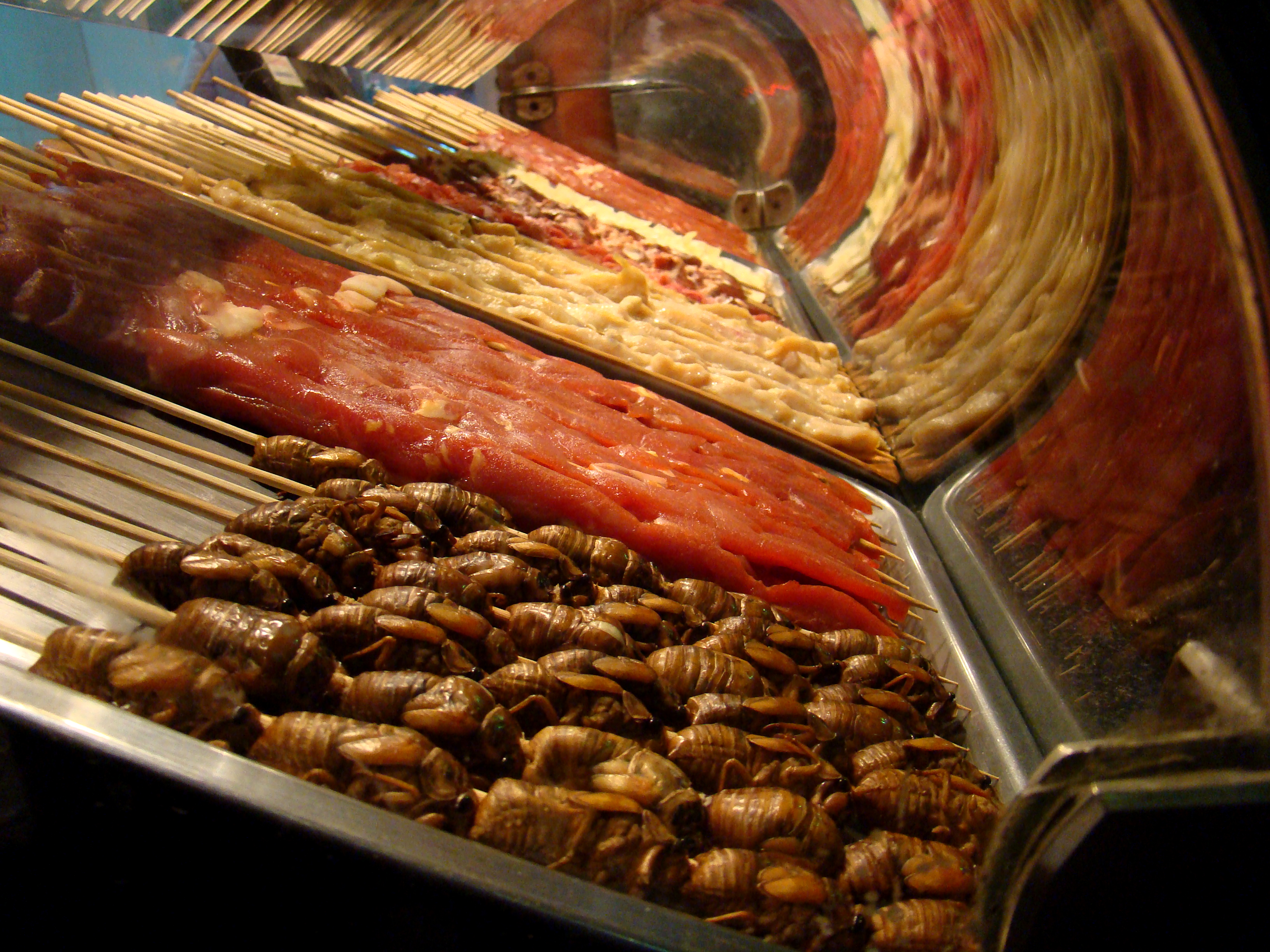
王府井小吃街美食
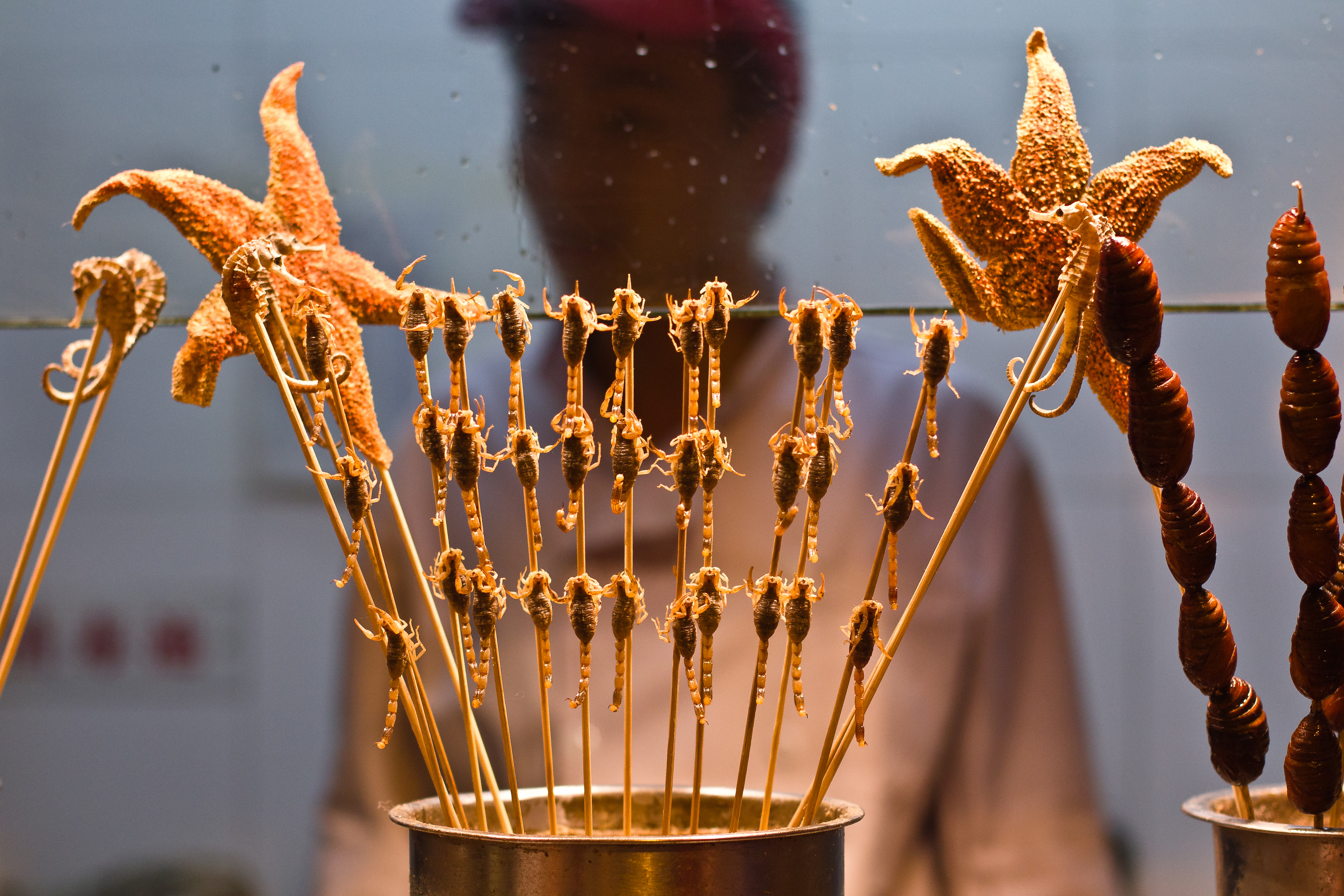
王府井小吃街美食
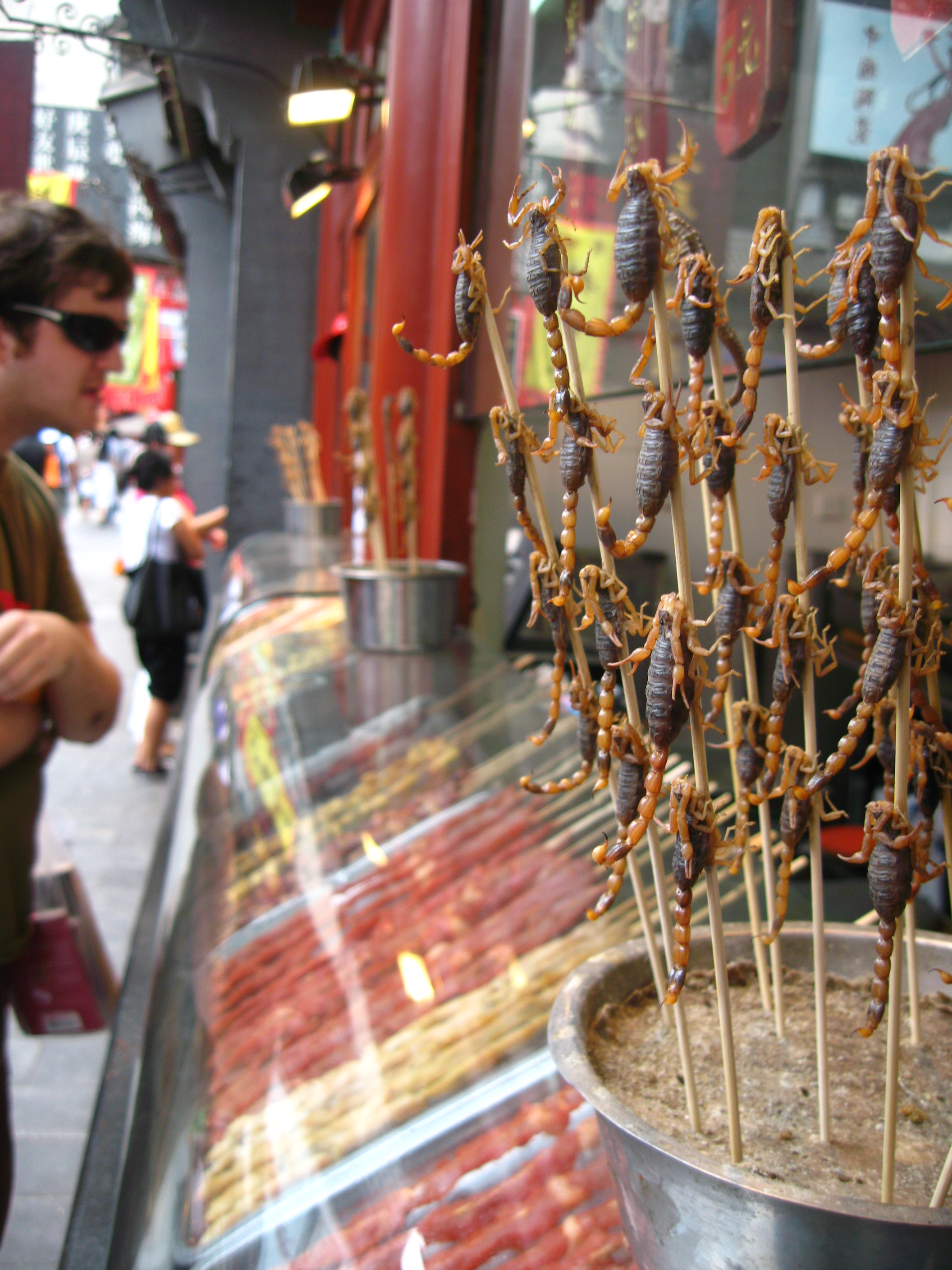
王府井小吃街美食